# Подолските курсанти
„Подолските курсанти“ (на руски: Подольские курсанты) е руски военно-исторически игрален филм за подвига на подолските кадети по време на защитата на Москва през есента на 1941 г., издаден през 2020 г.

## Сюжет
Октомври 1941 г., Московска област. Около три и половина хиляди кадети от Подолско пехотно-артилерийско кадрово училище получават заповед да заемат отбрана на линията Илински и заедно с редовни части на 43-та армия да задържат настъплението на фашистките нашественици до пристигането на подкрепления. Умирайки, вчерашните момчета държат линията срещу значително превъзхождащите германски сили и за дванадесет дни се превръщат в пречка по пътя на врага към Москва.
| „ | Посвящается подолским курсантом и всем солдатам и командирам красной армии, защитившим Москву на Ильнском рубеже в октябре 1941 года. Получив приказ задержать противника на 5 дней, они продержались 12. В ходе боев из с трех с половиной тысач курсантов погибло более двух с половиной тысач. Большинству из них не было и 20 лет. Не пропустив немецкие войска к Москве, они изменили ход войны. Вечная им память. | “ |

## Създаване
Инициатори на проекта са Вячеслав Фетисов и Игор Уголников. При написването на сценария са използвани свидетелства на участници в събитията и разсекретени документи от Централния архив на Министерството на отбраната на Руската федерация.
Алексей Бардуков казва, че е успял да дочете сценария едва на третия път, защото сълзите са замъглили очите му от мащаба на автентичността и връзката с историята. Сергей Безруков пожелава да влезе в проекта, впечатлен от разказите на Уголников; преди снимките той прочита мемоарите на Иван Старчак „От небето до битката“.
Снимките се провеждат в специално построения филмов комплекс „Военфилм“ в Медин, където е построено село, изкопани са окопи, направено е русло на река, което е напълнено с вода, а част от Варшавската магистрала е засипана. Историческите консултанти се опитват да постигнат максимална достоверност на показаното, дори да пресъздадат номерата на танковете и самолетите; по-специално, героят на Безруков е въоръжен с картечен пистолет „Томпсън“, тъй като такова оръжие е намерено по време на разкопките на линията Илински. Самата бойна сцена е заснета по схема, начертана от немците, в която подробно е посочено къде се намира всеки танк и как е изваден от строя. Бюджетът на филма е 450 милиона рубли, от които 60 милиона са предоставени от Министерството на културата, останалите средства са разпределени от инвеститори, разпространители и филмовото студио.
Премиерата на филма в Русия е насрочена за 4 май 2020 г., но е отложена поради пандемията от коронавирус. По същото време правата за наемане на лентата са продадени и на САЩ, Великобритания, Япония, Южна Корея и скандинавските страни. Филмът излиза по руските кина на 4 ноември 2020 г. Премиерата на филма по Канал 1 е на 9 май 2021 г. Две години по-късно, на 9 май 2023 г. филмът е излъчен по телевизионния канал STS.